# Michał Rozenfeld

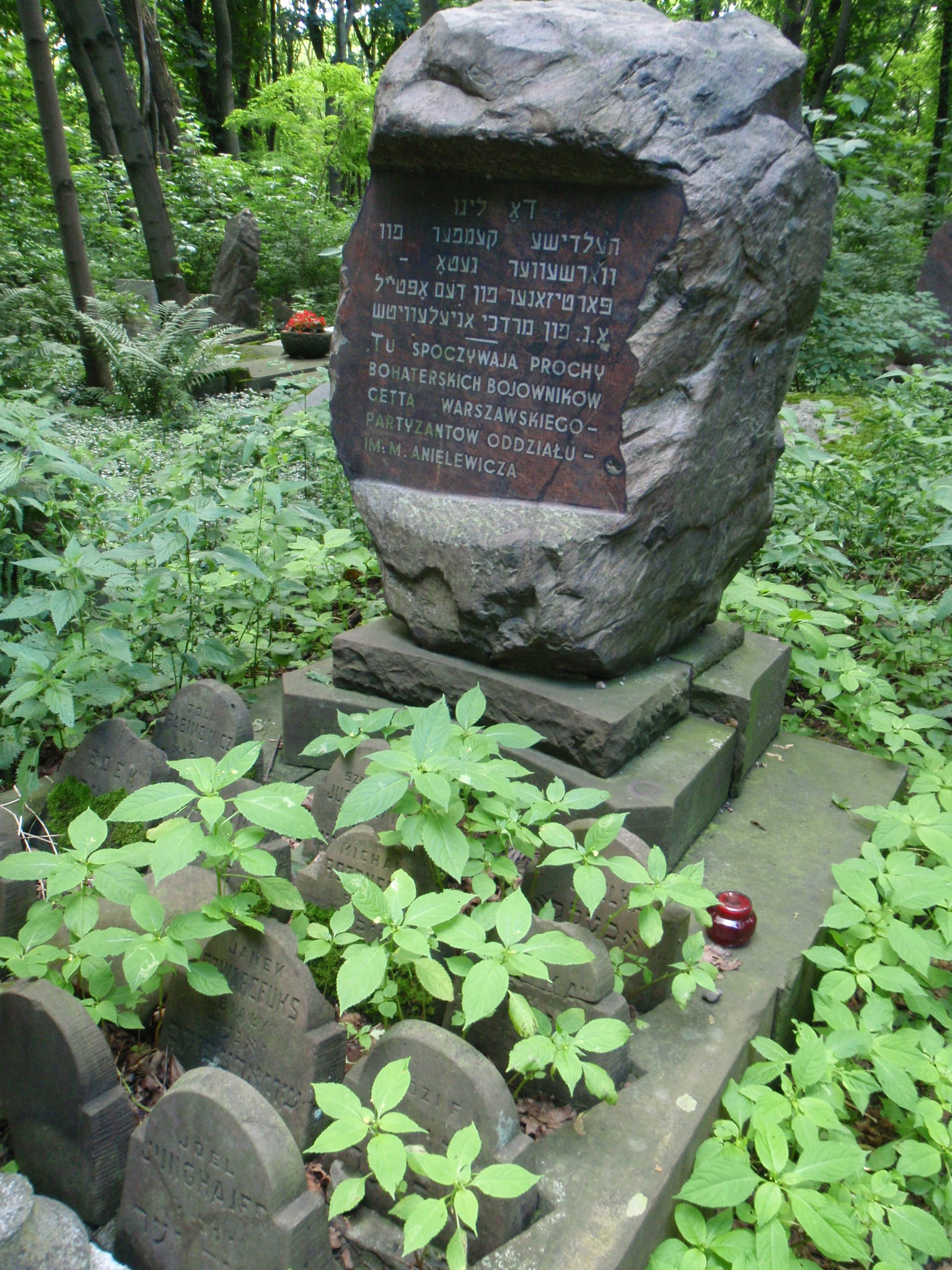
Grób Michała Rozenfelda i jego towarzyszy broni na cmentarzu żydowskim w Warszawie

Michał Rozenfeld (ur. 1916, zm. 2 września 1943 w Krawcowiźnie) – polsko-żydowski działacz ruchu oporu podczas II wojny światowej, uczestnik powstania w getcie warszawskim, partyzant oddziału Gwardii Ludowej im. Mordechaja Anielewicza.

## Życiorys
Przed wybuchem wojny studiował psychologię, m.in. u Tadeusza Kotarbińskiego. Po wybuchu II wojny światowej trafił do warszawskiego getta, gdzie pracował jako nauczyciel. Należał do PPR i był członkiem Komendy Głównej ŻOB. Przebywał wraz z Mordechajem Anielewiczem w bunkrze przy ul. Miłej 18. 10 maja 1943 wraz z grupą żydowskich bojowców przedostał się kanałami na ulicę Prostą. 
Po upadku powstania schronił się w lasach pod Wyszkowem, gdzie walczył w oddziale Gwardii Ludowej. Wraz z towarzyszami broni został wydany Niemcom przez leśniczego z Krawcowizny. Poległo wtedy dwunastu partyzantów, wśród nich Michał Rozenfeld.
W 1945 został pośmiertnie odznaczony Krzyżem Srebrnym Orderu Virtuti Militari
Jest pochowany w zbiorowym grobie partyzantów GL na cmentarzu żydowskim przy ulicy Okopowej w Warszawie (kwatera 31, rząd 3, grób 5).

## Upamiętnienie
- Nazwisko Michała Rozenfelda widnieje na tablicy pamiątkowej umieszczonej przy pomniku Ewakuacji Bojowników Getta Warszawskiego przy ulicy Prostej 51 w Warszawie.